# Pieterburen
Leens – wieś w Holandii, w prowincji Groningen, w gminie De Marne. Miejscowość jest znana z centrum rehabilitacji fok i starego wiatraku De Vier Winden. Zaczyna się tu także długodystansowy szlak Pieterpad, ciągnący się przez wschodnią Holandię.

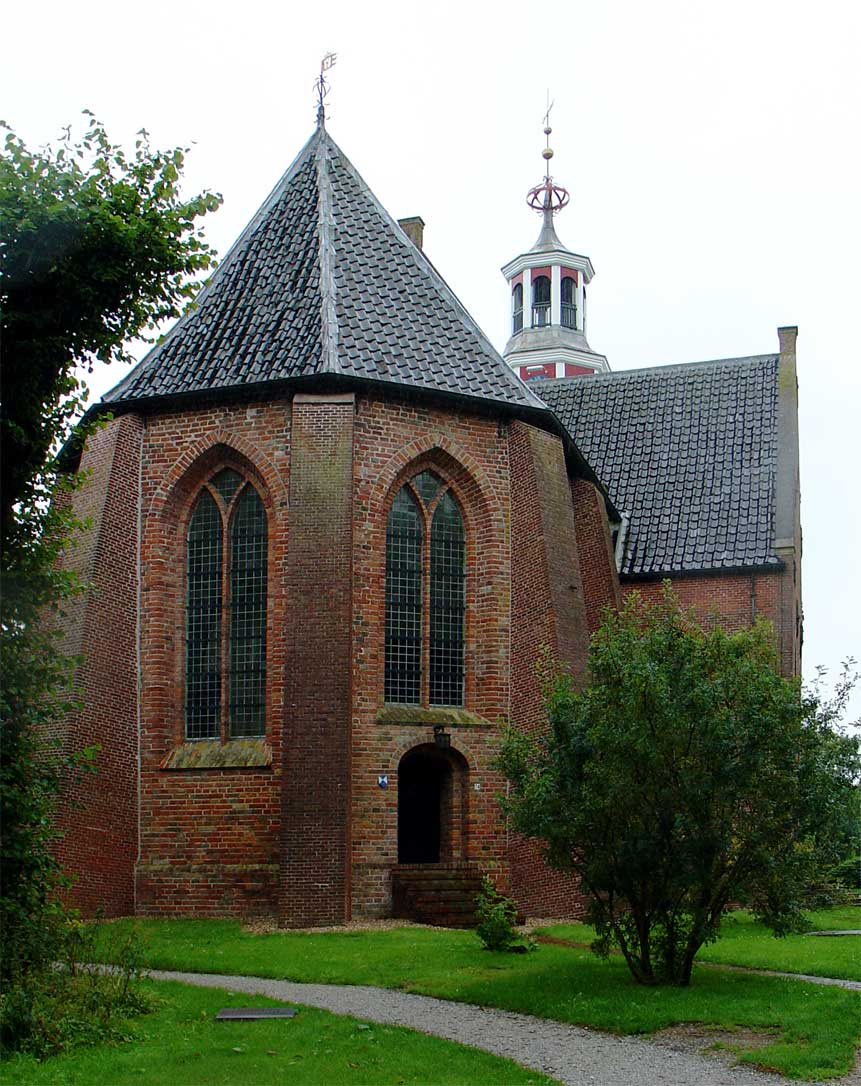
Kościół w Pieterburen
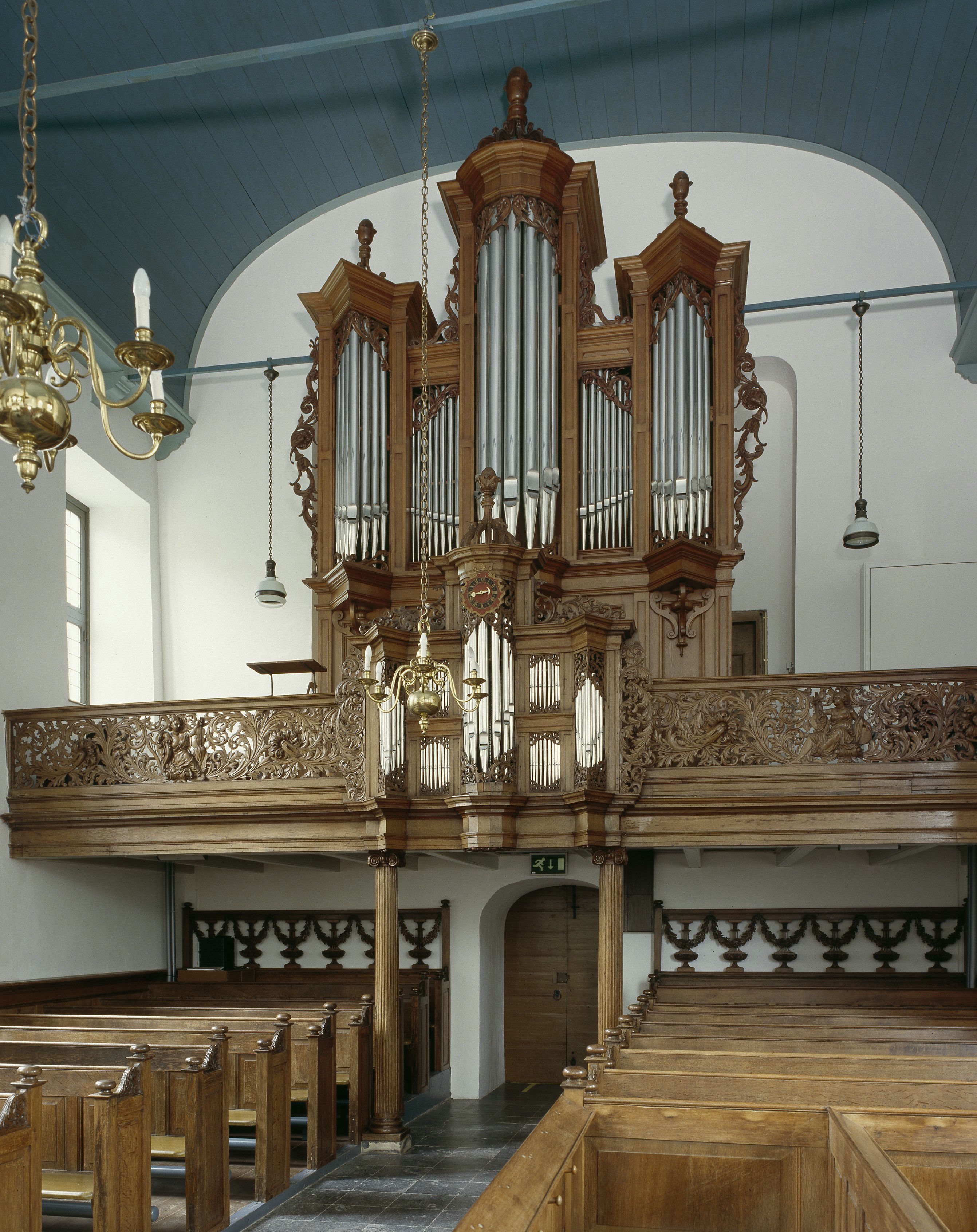
Organy w Pieterburen
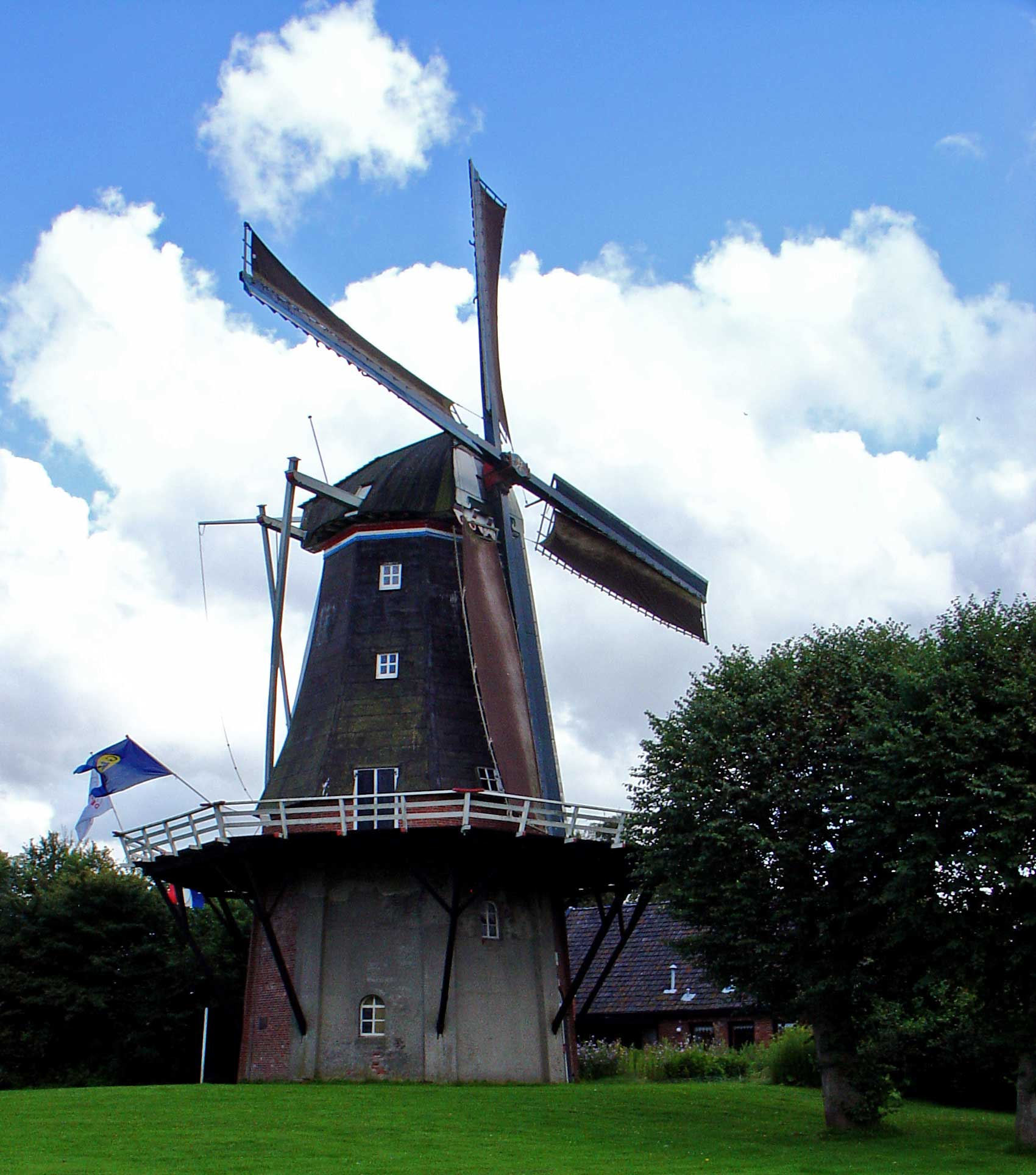
Wiatrak De Vier Winden
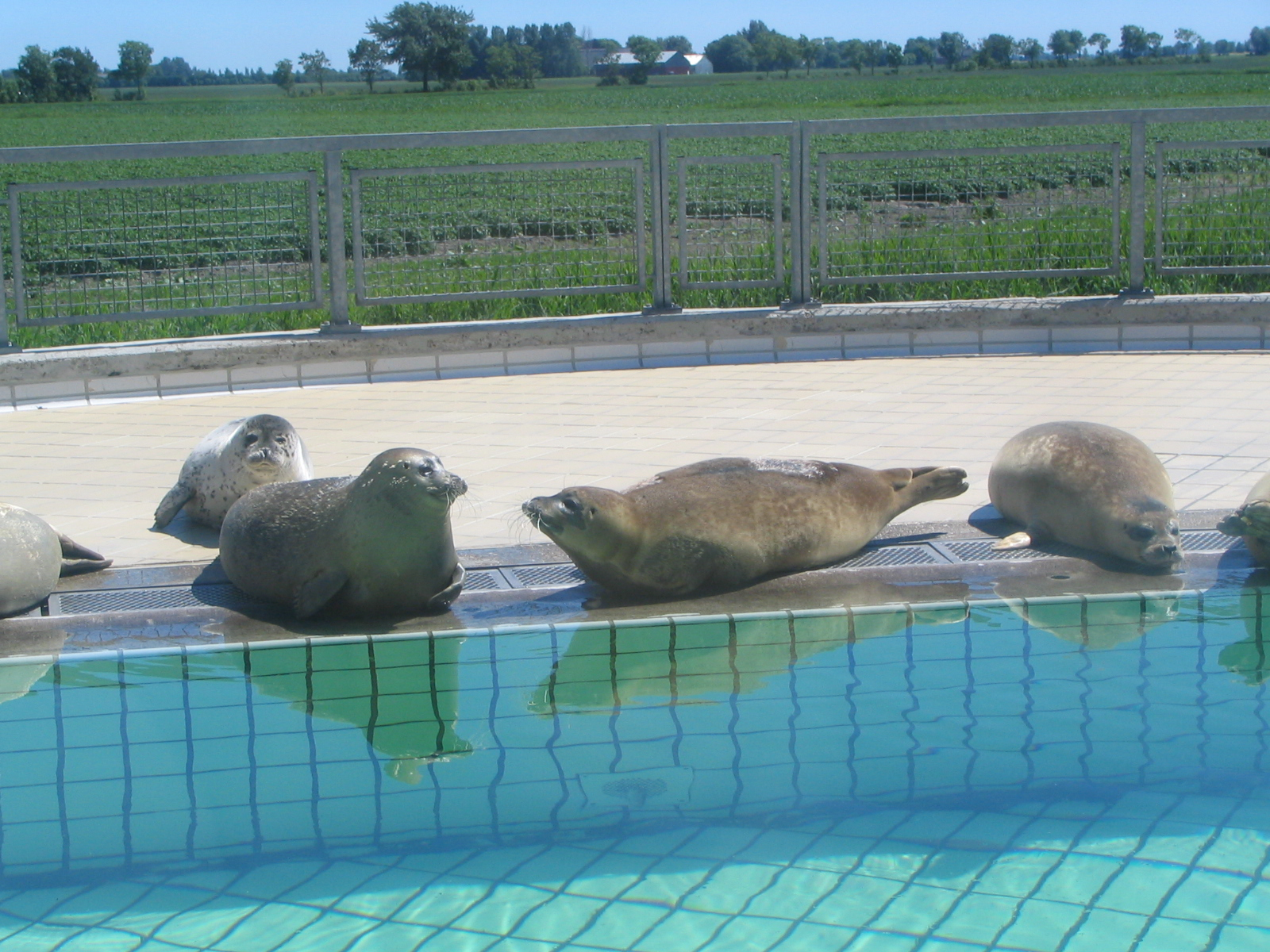
Centrum rehabilitacji fok